# Kevin Gallacher
Kevin William Gallacher (født 23. november 1966 i Clydebank, Skotland) er en tidligere skotsk fodboldspiller, der spillede som angriber. Han var på klubplan primært tilknyttet Dundee United i hjemlandet, samt engelske Coventry City og Blackburn Rovers. Med Blackburn blev han i 1995 engelsk mester.
Gallacher blev desuden noteret for 53 kampe og ni scoringer for Skotlands landshold. Han deltog ved EM i 1992, EM i 1996 og VM i 1998.

## Titler
Premier League
- 1995 med Blackburn Rovers